# Киевский укреплённый район
Киевский укреплённый район — комплекс оборонительных сооружений (укреплённый район) долговременных и полевых укреплений, инженерных заграждений и так далее в Киевской области, сооруженный в период с 1929 по 1941 год для защиты старой границы СССР.
Сокращённое название сооружения — Киевский укрепрайон, Киевский УР, КИУР, КиУР.
1-й укреплённый район — формирование войск укреплённых районов РККА ВС Союза, сокращённое наименование — 1 ур, 1-й укрепрайон, УР-1, сформированное для охраны и обороны КиУР.
Общая протяжённость КиУРа по фронту около 85 километров между флангами, глубина оборонительной полосы от одного до шести километров. Имел большое стратегическое значение при обороне Киева в 1941 году.
Часть ДОТов и минных групп сохранилась хорошо, часть была взорвана во время войны, а часть повреждена в послевоенное время. Комплекс сооружений КиУРа и многие отдельные ДОТы занесены в Государственный реестр недвижимых памятников Украины. В Киеве 28 ДОТов имеют статус памятников истории, в Киевской области — 40 ДОТов и других сооружений КиУРа имеют статус памятников истории, науки и техники местного значения. Активно исследуется отдельными любительскими группами. Некоторые ДОТы, такие как 180-й и 204-й, такими группами реставрированы и музеефицированы.

## История

### Сооружения
На основании приказа № 90 Реввоенсовета СССР, 19 марта 1928 года, по программе фортификационной подготовки границ государства к войне, в 1928 году началось строительство первых тринадцати УРов, в том числе и Киевского.
На основании этого, в 1928 году командующий войсками Украинского округа И. Э. Якир дал указание начальнику штаба дислоцировавшегося в Киеве 14-го стрелкового корпуса Попову о разработке проектов по строительству Киевского укрепрайона. 13 августа 1928 года директивой командующего Украинского военного округа КЛ 00485 от 13 августа 1928 года комендантом Киевского укрепрайона был назначен Княгницкий Павел Ефимович.

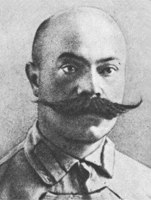
П. Е. Княгницкий — первый комендант Киевского укрепрайона (с 1929 по 1937 год).

28 сентября 1928 года Княгницкий предоставил за № 1/сс своё решение построить на протяжении 1929—1933 годов 120 долговременных пулемётных огневых точек (ДОТ) и 45 артиллерийско-наблюдательных и наблюдательных пунктов. Также были определены полосы обороны. Передняя должна была пройти на рубеже Демидово, северная окраина Белогородки, высоты 86,6; 87,9; 86,1, по северному берегу реки Вита с упором в Лесники и Ходосовское болото. Левый фланг обеспечивался уступом у с. Вита-Литовская. Вторая полоса в 1927 году была определена штабом РККА по рубежу х. Редыкина, Стрельбище, Святошино, Пост-Волынский, Голосеевский лес, Пирогово, с отсеком по берегу р. Новая Гребля и с. Мостище — Новые Петровцы.
14 ноября 1928 года Княгницкий предоставил за № 2/сс новый проект КиУРа, исправленный и дополненный на основании распоряжений штаба Украинского военного округа. В этом проекте предлагалось соорудить в течение 1929—1931 годов 90 долговременных огневых точек и 30 наблюдательных пунктов.
12 января 1929 года директивой № Л(У) 0013 командующего войсками Украинского военного округа было подтверждено, что план Киевского укрепрайона утвержден комиссаром по военным и морским делам. Собственно строительство началось уже в 1929 году, в первый год было построено 51 сооружение.
5 сентября 1929 года за № 131/сс Княгницкий предоставил командованию дополнительный план по строительству и усовершенствованию укрепрайона. По этому плану предлагалось всего построить 239 сооружений.
13 сентября 1929 года начальник штаба Украинского военного округа С. А. Пугачёв дал указание Княгницкому взять проекты № 2/сс и № 131/сс а также поправки командования за основу для генерального плана КиУРа.
В 1932 году дальнейшее строительство укрепрайона было прекращено. 28-е управление военно-строительных работ, принимавшее участие в строительстве, было расформировано.
В 1933 году укрепрайон был законсервирован.
25 июня 1935 года начальник инженеров КиУРа Тибилов отдал приказ № 8/с об уничтожении всех документов, связанных со строительством укрепрайона.
В августе 1937 года была проведена проверка боеготовности КиУРа. Именно к этой проверке относится бо́льшая часть сохранившихся документальных данных о КиУРе. Всего по результатам проверки в укрепрайоне на момент 1937 года было построено 246 сооружений. На строительстве было использовано 35 769 м³ железобетона. Вместе со строительством вспомогательных и хозяйственных построек было истрачено 13 117 000 рублей.

«В ЦК КП(б) Украины

О состоянии КиУР

11 января 1939 г.

… Киевский укрепрайон на сегодня представляет только лишь скелет предместной позиции, состоящей в основном из пулемётных сооружений … и совершенно не обеспечен положенным оборудованием.

Из 257 сооружений, имеющихся в районе, только 5 готовы к боевому действию… Левый и правый фланги не защищены и имеют свободный проход для противника (левый — 4 км, правый — 7 км).

В центре зоны УР … образован мешок (разрыв в 7 км), через который открыт свободный проход противнику непосредственно к Киеву.

Передний край долговременной полосы удалён от центра Киева лишь на 15 км, что даёт возможность обстрела противником Киева, не вторгаясь в укрепрайон…

Из 257 сооружений у 175 отсутствует нужный горизонт обстрела из-за рельефа местности (бугры, горы, крупный лес и кустарник).

Планировочные работы по УР, несмотря на указания правительства, оттягиваются выполнением на военное время, тогда как эти работы необходимо проводить немедленно. Только по 3-му участку необходимо для планировочных работ снять более 15 000 кубометров земли, а это не менее 4-х месяцев работы… Всего же … по укрепрайону необходимо снять не менее 300 000 кубометров земли и вырубить до 500 га леса и кустарника.

… 140 огневых сооружений оборудованы пулемётными заслонками обр. 1930 г., которые при стрельбе закрываются автоматически и способствуют поражению бойцов из своих же пулемётов рикошетированными пулями.

О небоеспособности КиУР и непринятии мер комендантом КИУР Особый отдел КОВО неоднократно информировал командование КОВО, но, несмотря на это, до сего времени ничего не предпринято…

Зам. Народного комиссара Внутренних дел УССР

Б. Кобулов»

### Формирования
1 ур был сформирован в Киевском военном округе (КВО) в 1941 году.

## Состав
Всего КиУР состоял из 14 батальонных районов (каждый получил свой номер), количество укреплений и характер вооружений которых был разным.
Во время обороны разделён на два сектора:
- северный сектор обороны
- южный сектор обороны

### Формирования
- управление (штаб)
- пулемётные батальоны
- приданные части и соединения

## Типовые сооружения Киевского укрепрайона
Основными оборонительными сооружениями КиУРа являлись доты. Они могли отличаться типом вооружения (пулемётные, артиллерийские), ведения огня (капониры, полукапониры, фронтального огня), уровнем защиты и так далее. Наиболее широкое распространение получили доты типа Б.
| Наименование батальонного района | Кол-во оборонительных сооружений     |
| -------------------------------- | ------------------------------------ |
| № 1                              | 13 (36 пулемётов)                    |
| № 2                              | 19 (49 пулемётов)                    |
| № 3                              | 21 (два 76-мм орудия и 45 пулемётов) |
| № 4 и № 9 (объединены)           | 27                                   |
| № 8                              | 14                                   |
| № 14                             | 9                                    |
| № 13                             | 12                                   |
| № 23                             | 12                                   |
| № 22                             | 15                                   |
| № 21                             | 9                                    |
| № 20 или Белогородский           | 19                                   |

## Фото галерея
Оборонительные сооружения КИУР, ДОТы №:

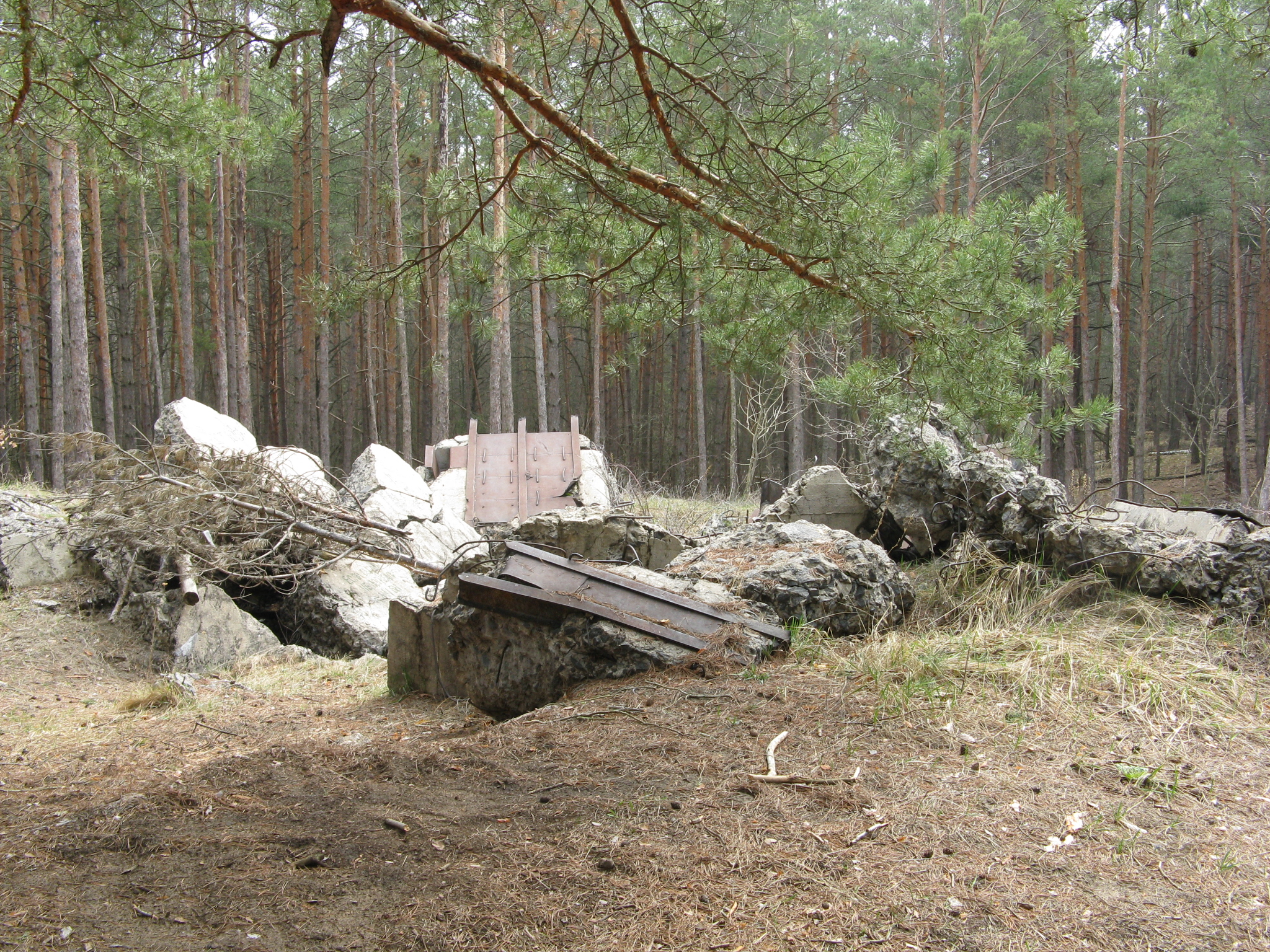
108
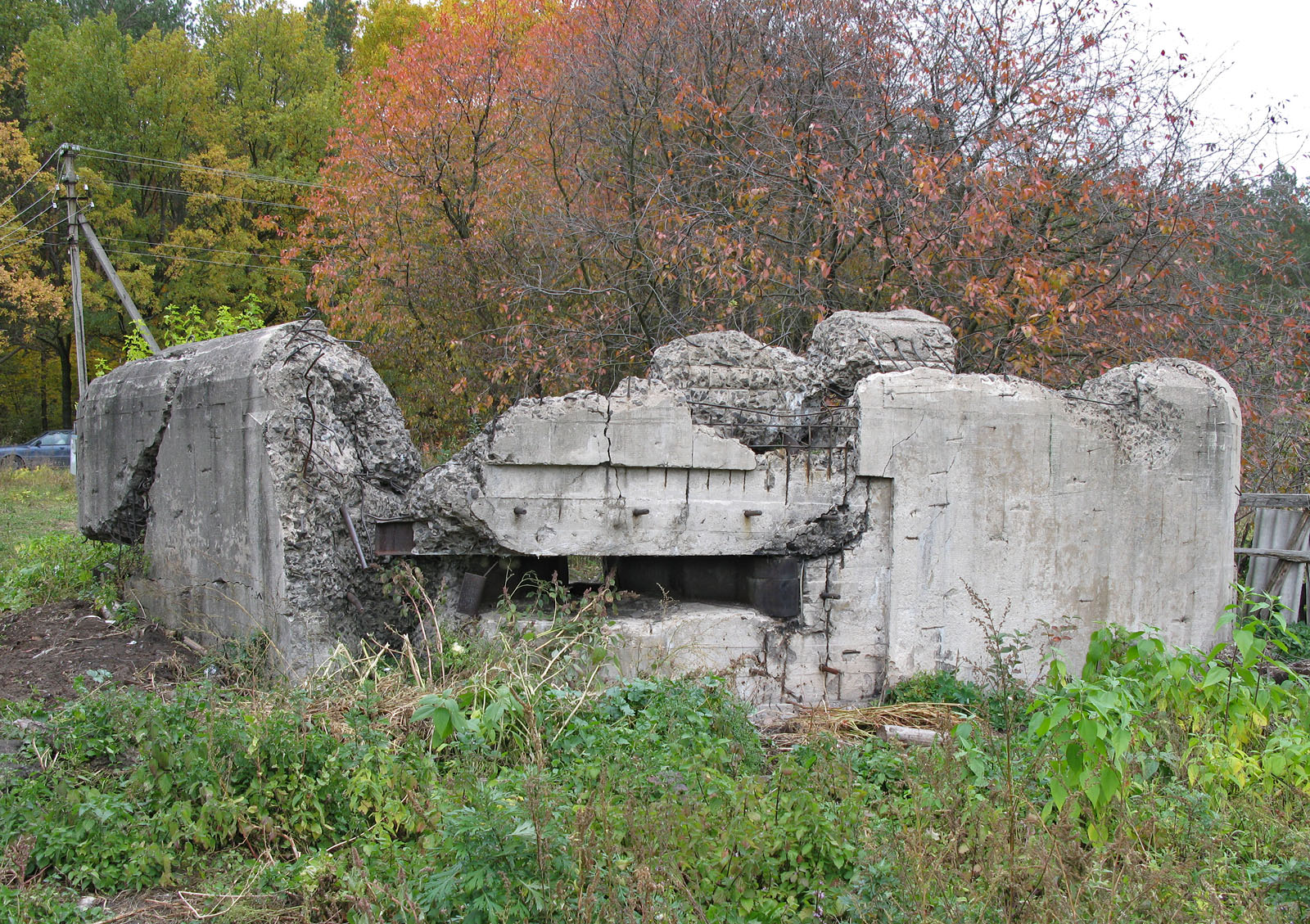
133
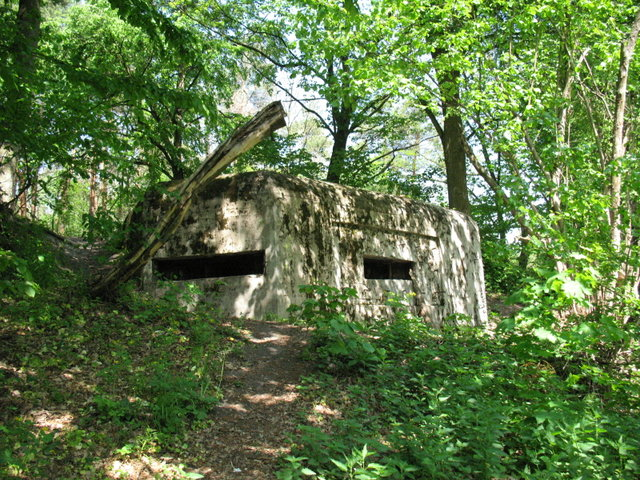
151, с. Круглик
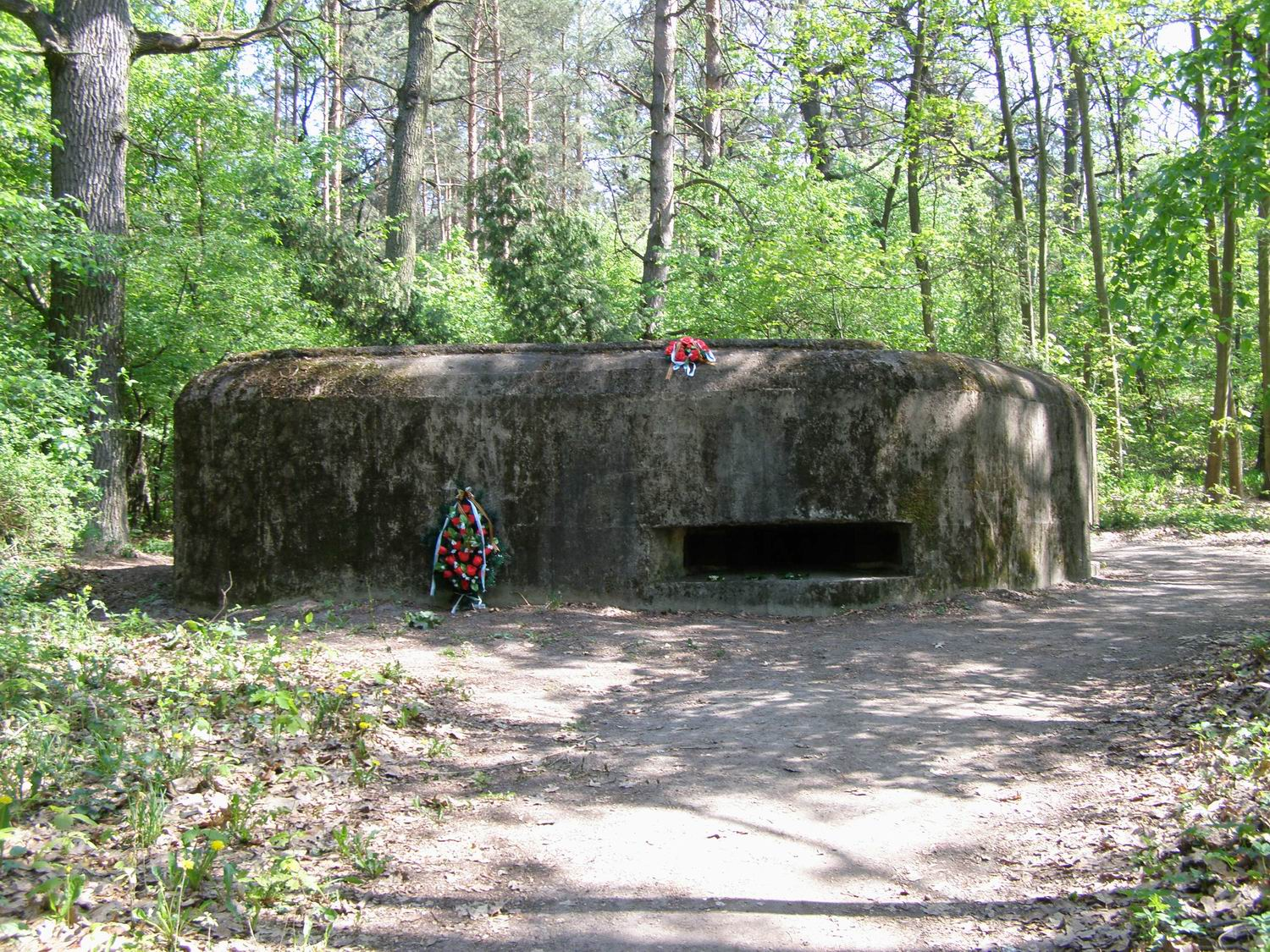
178 (тип Б), окрестности с. Вита-Почтовая
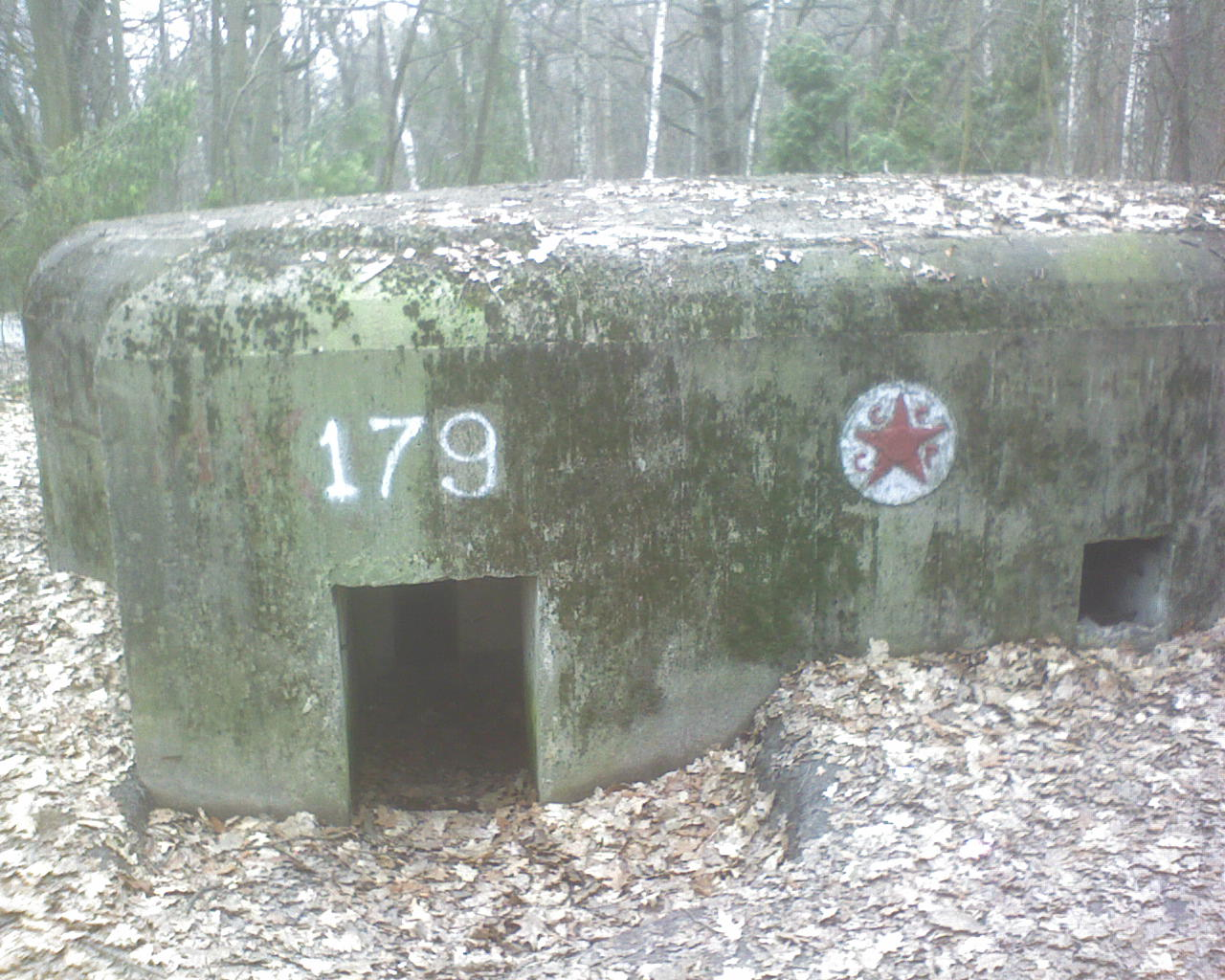
178 (тип Б), окрестности с. Вита-Почтовая, номер «179» нанесён ошибочно.
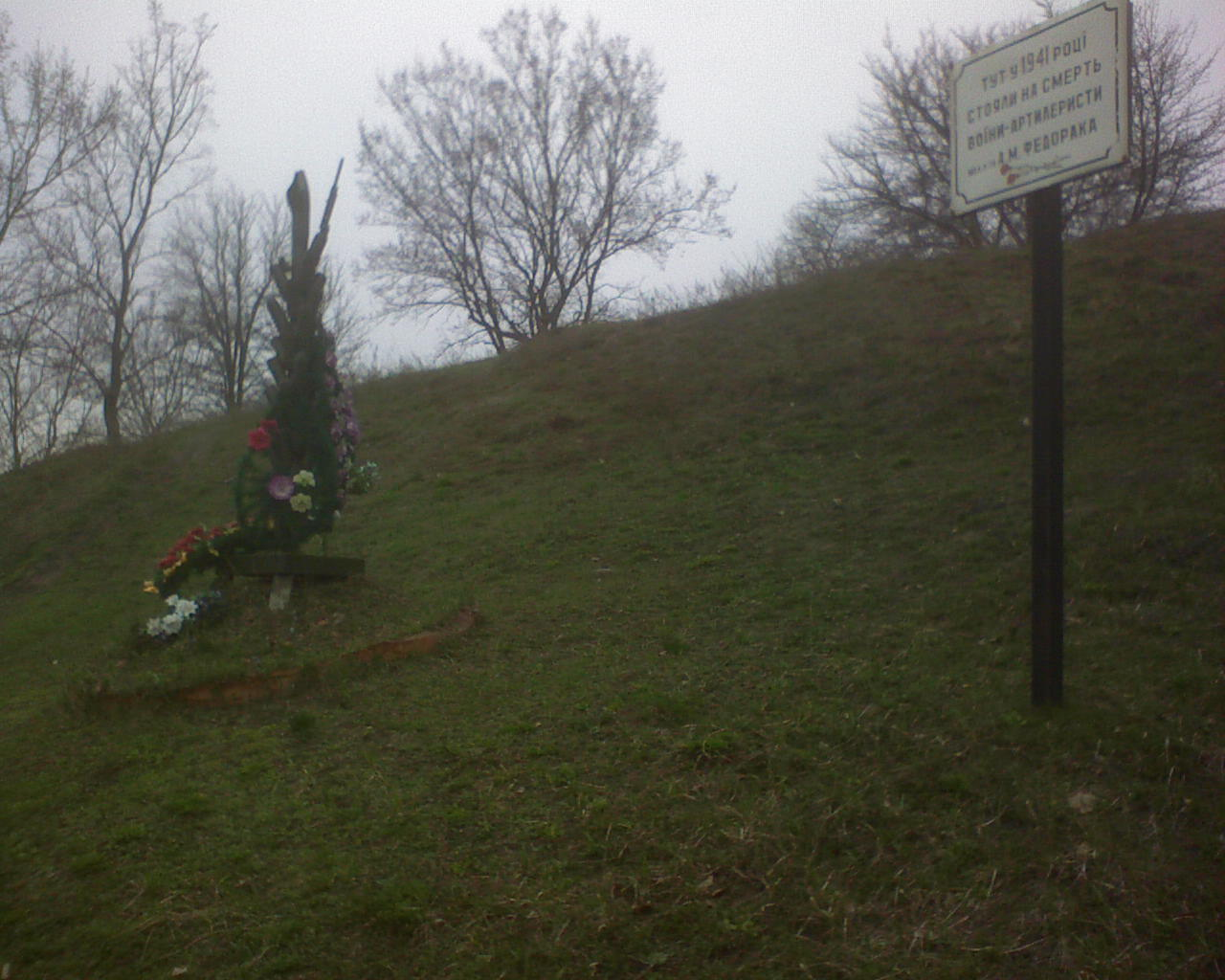
179 с. Вита-Почтовая
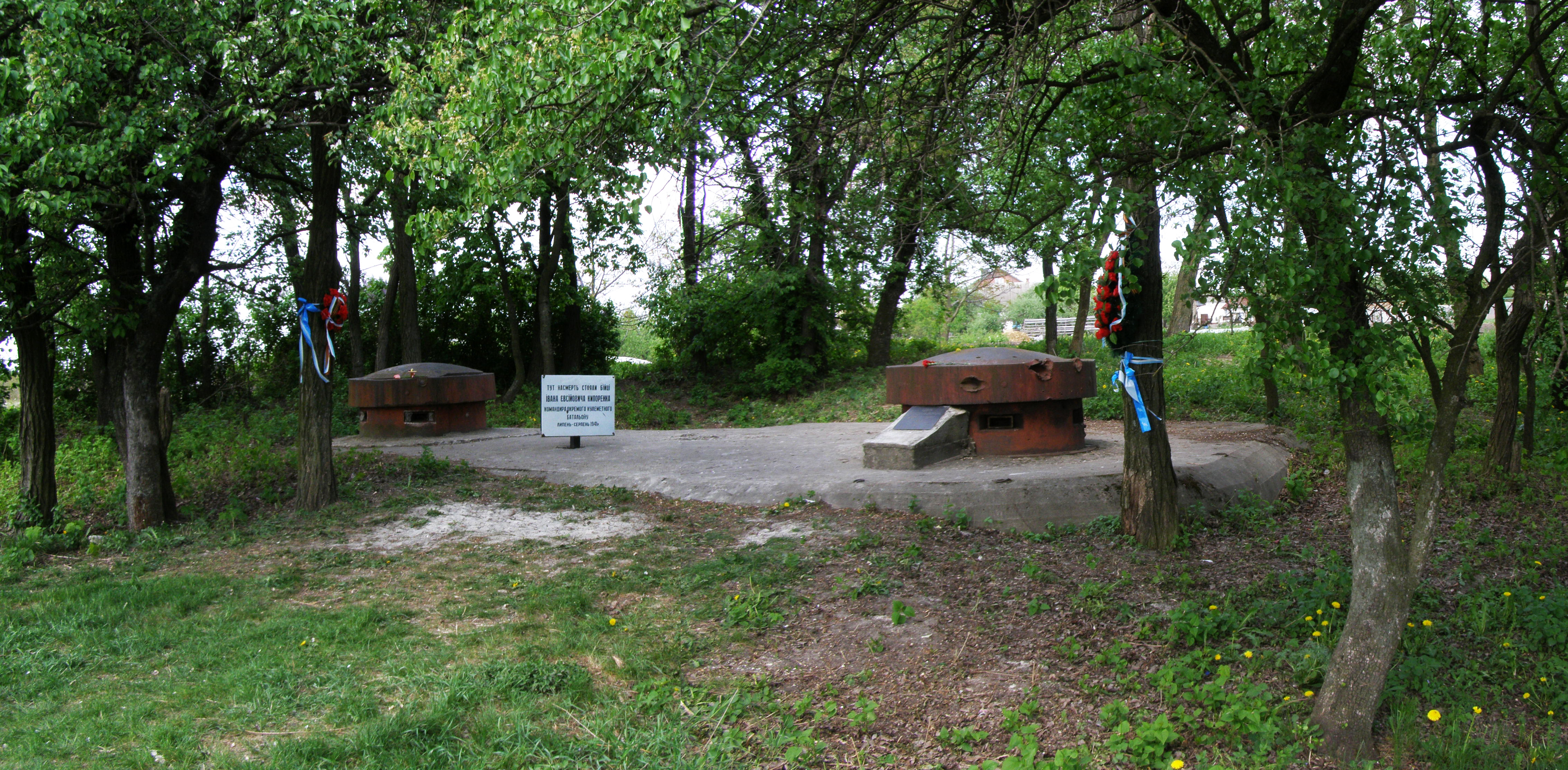
204 (АНП), с. Юровка
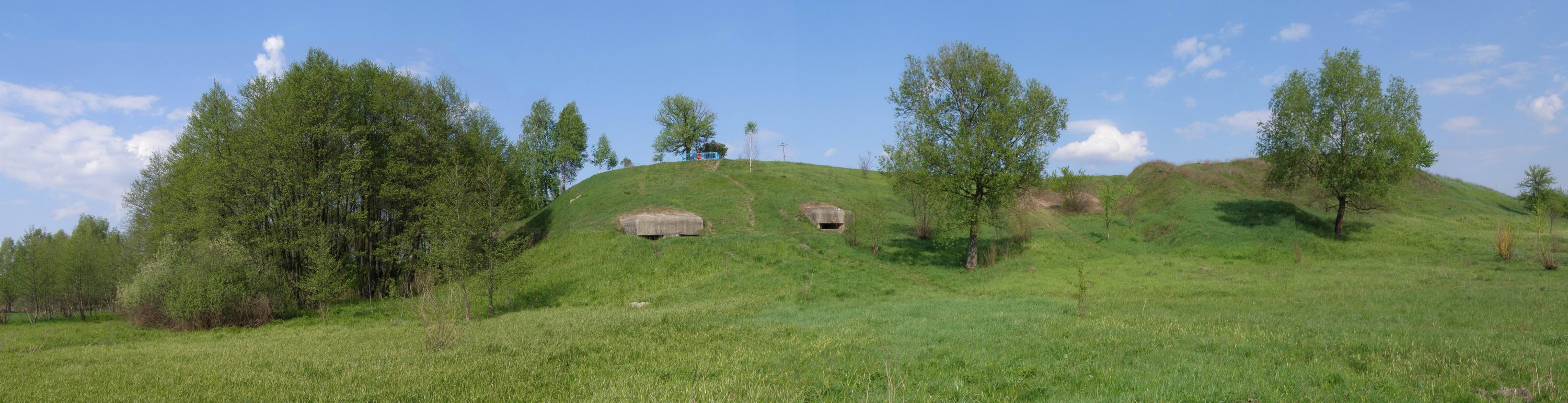
205 (тип «мина»)
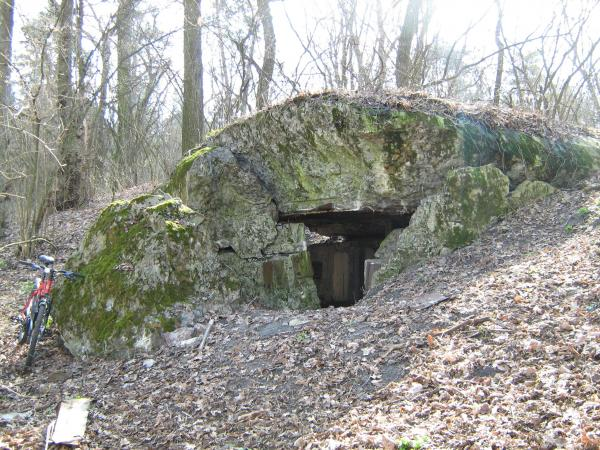
408
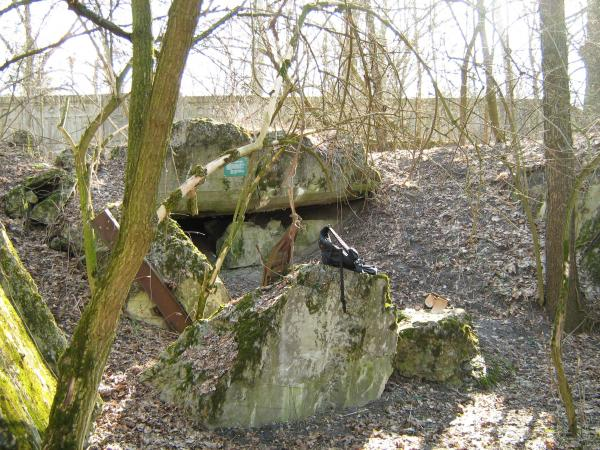
409
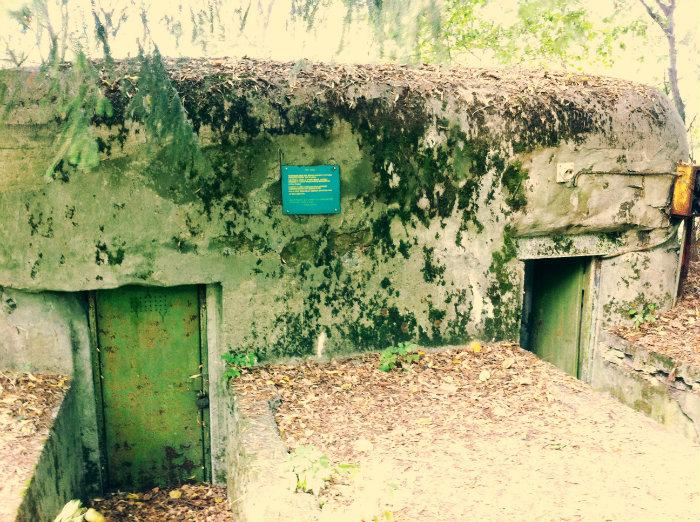
413
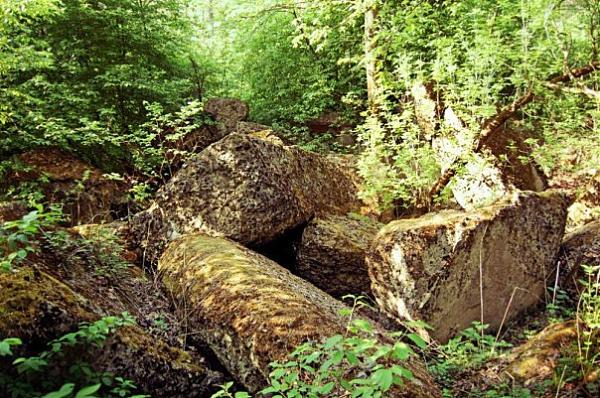
416
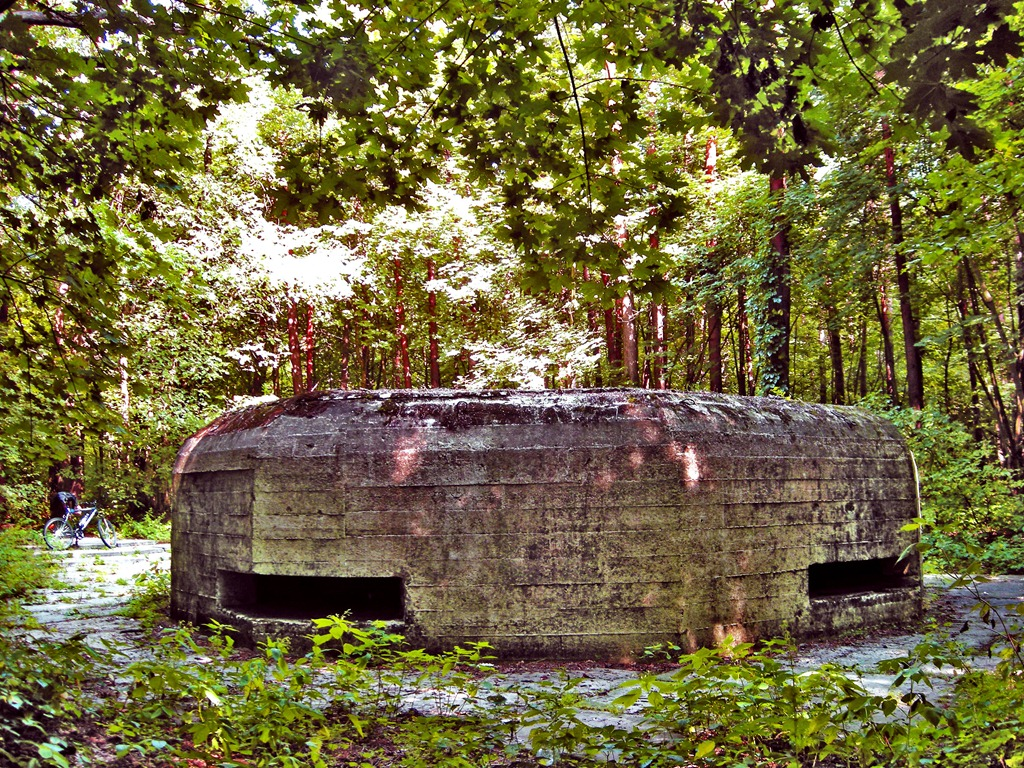
417
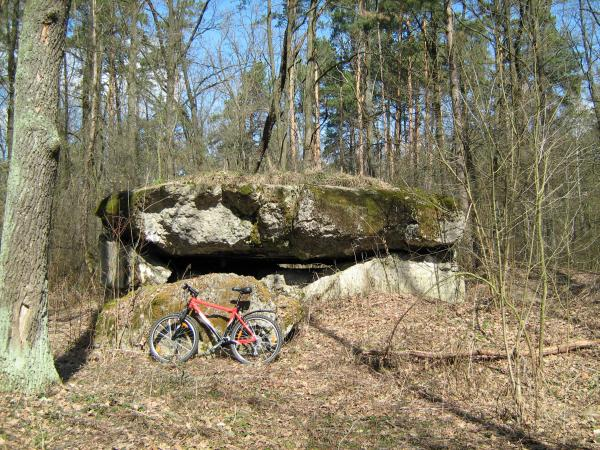
418
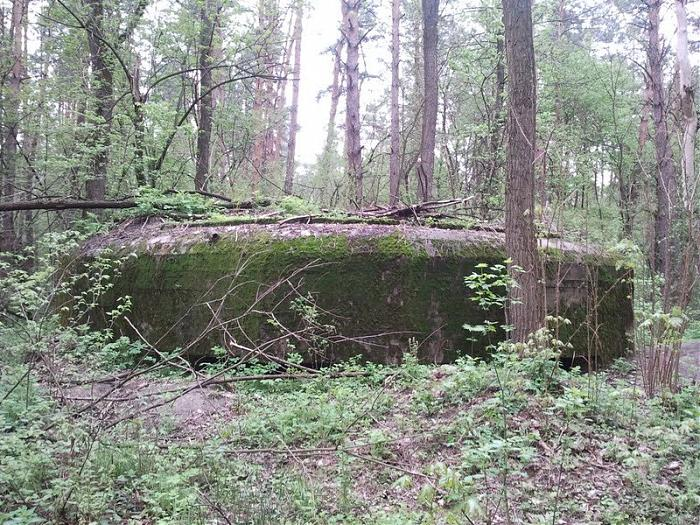
419
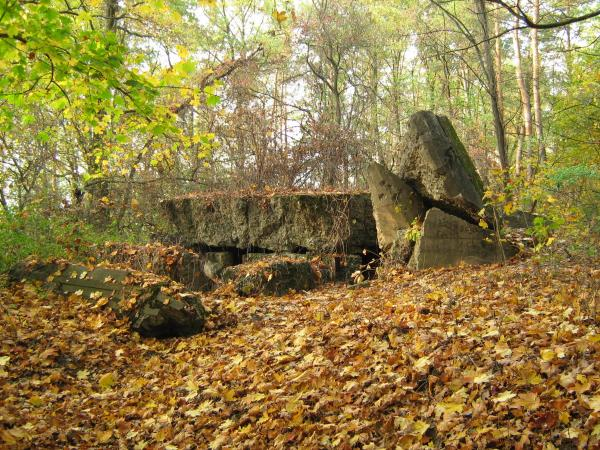
426
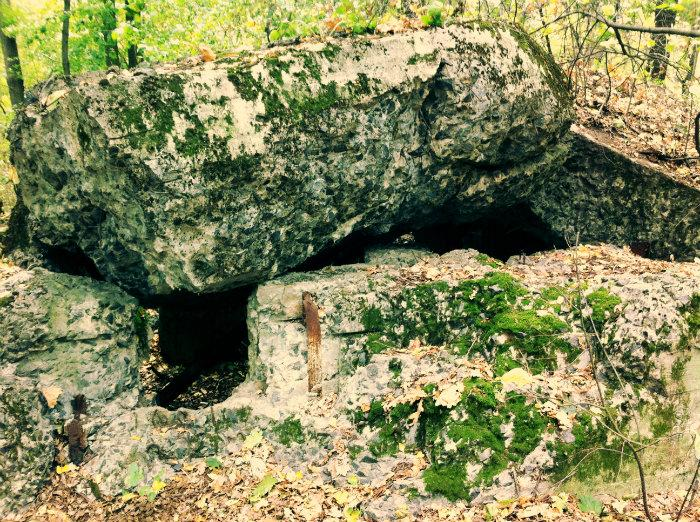
427
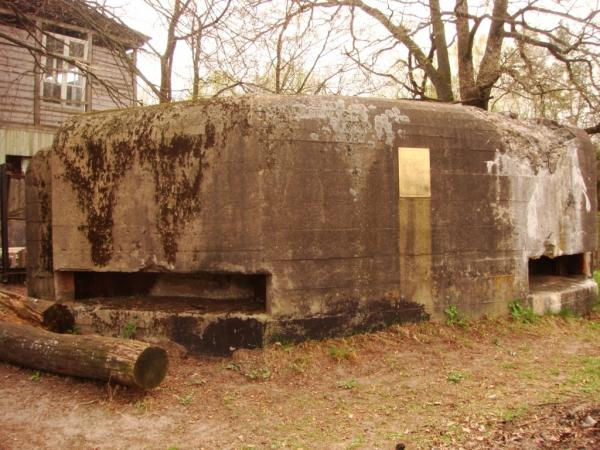
428
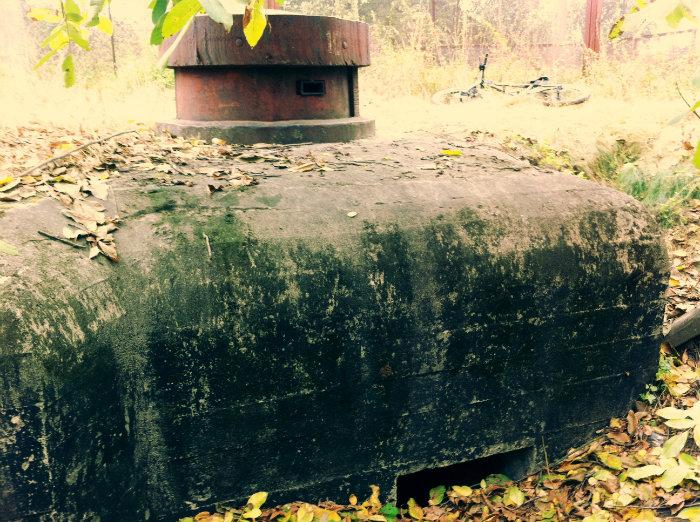
429
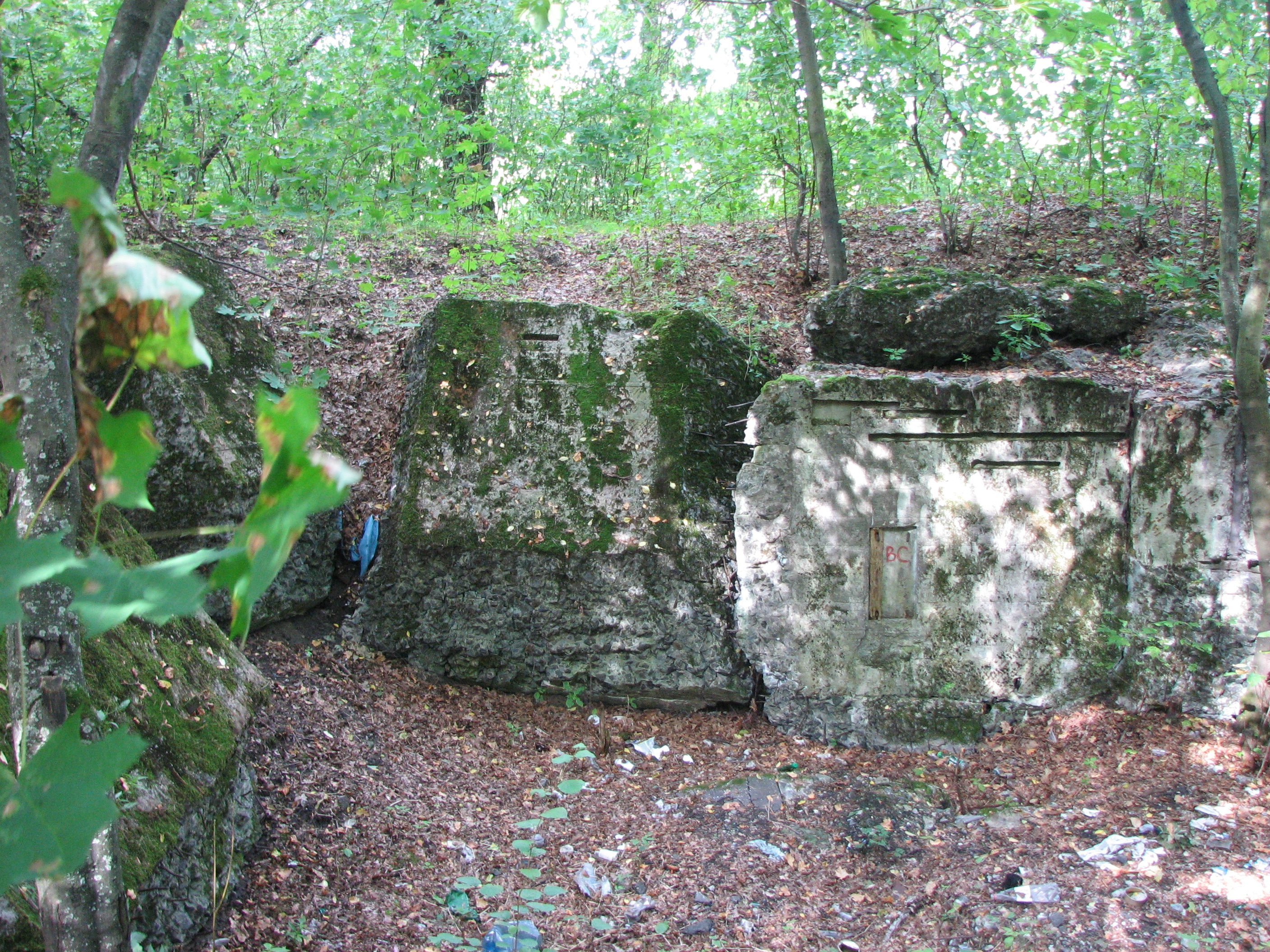
453
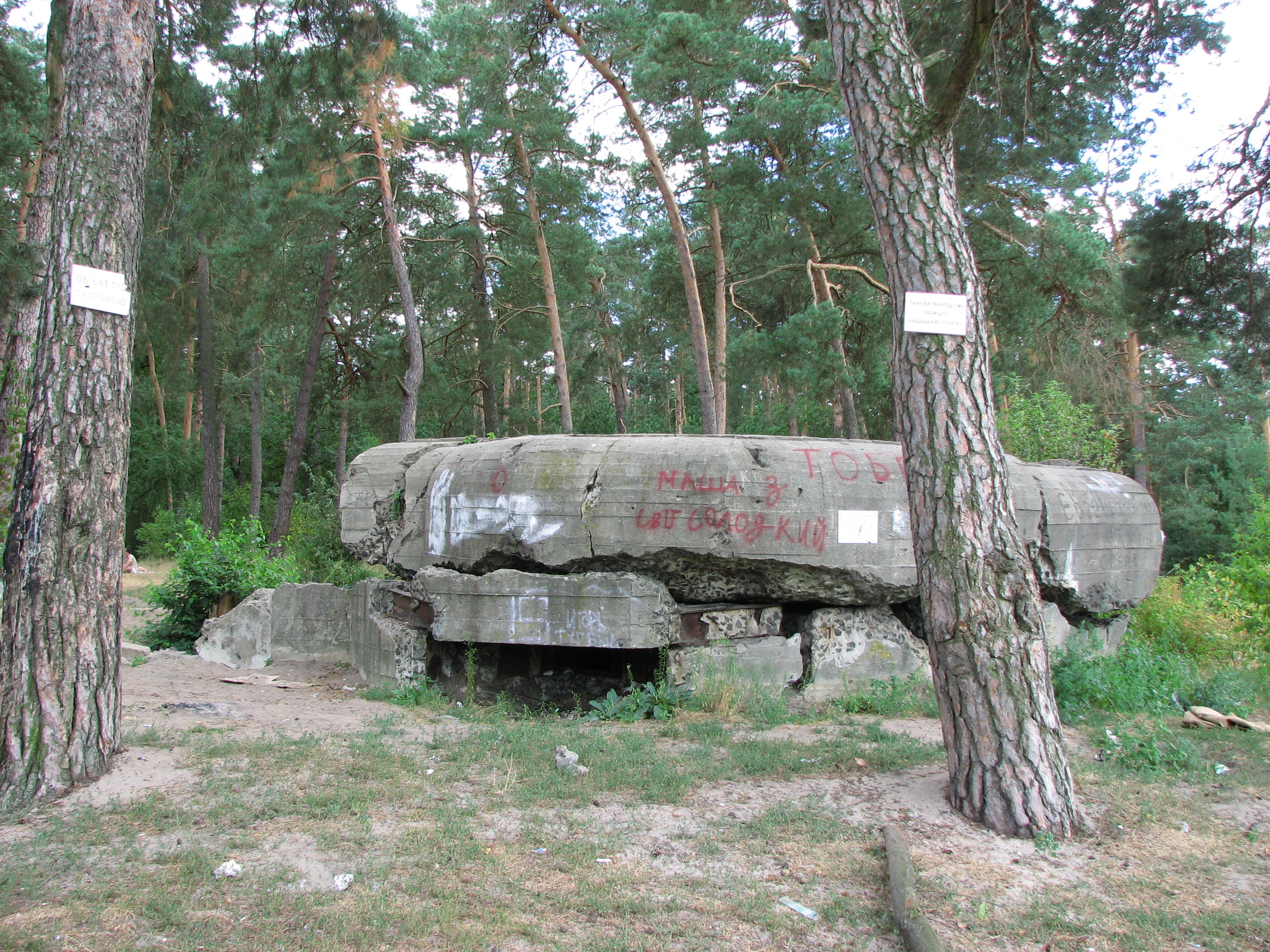
456
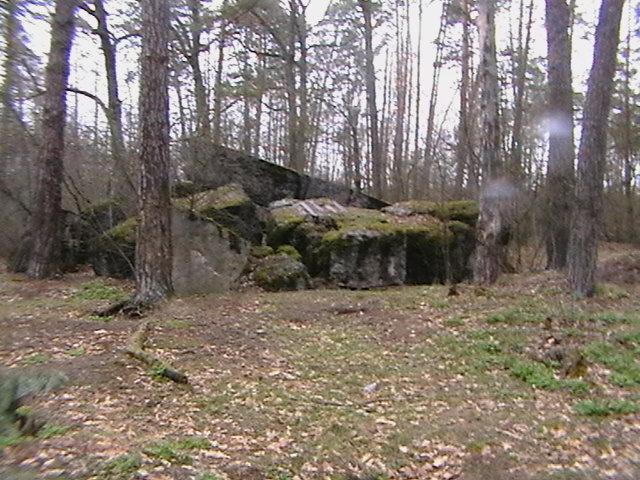
457
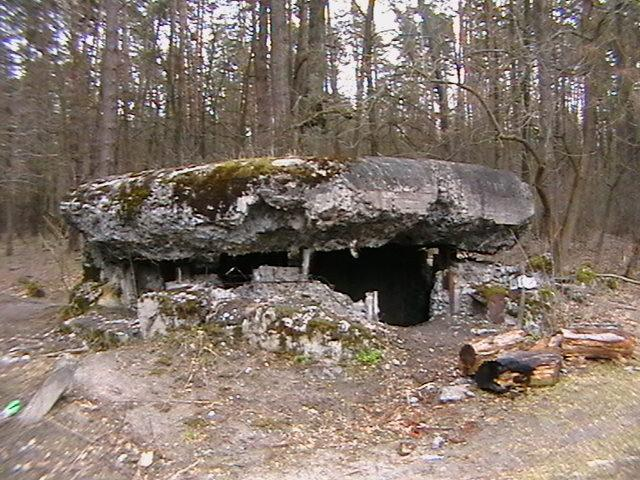
458
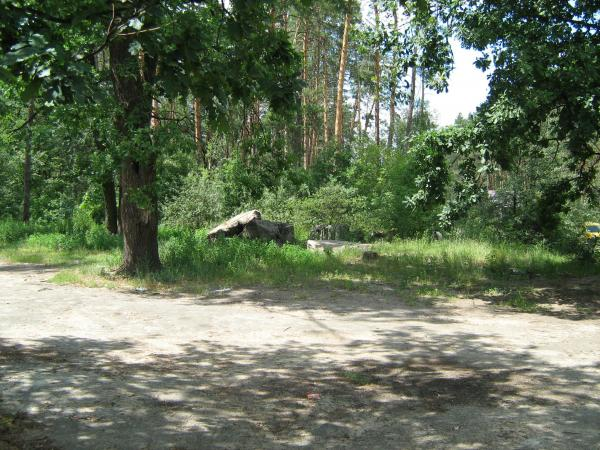
478
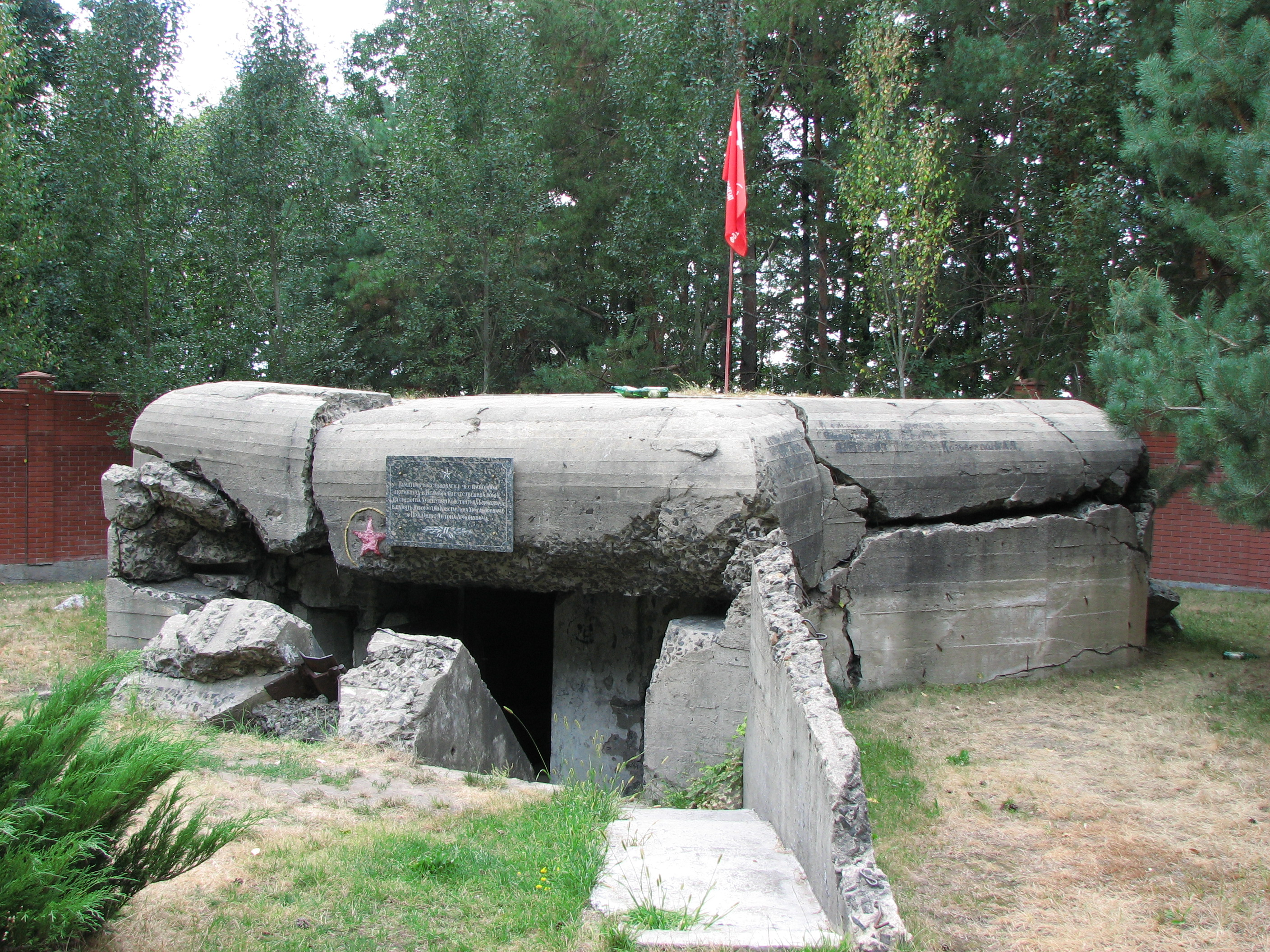
480
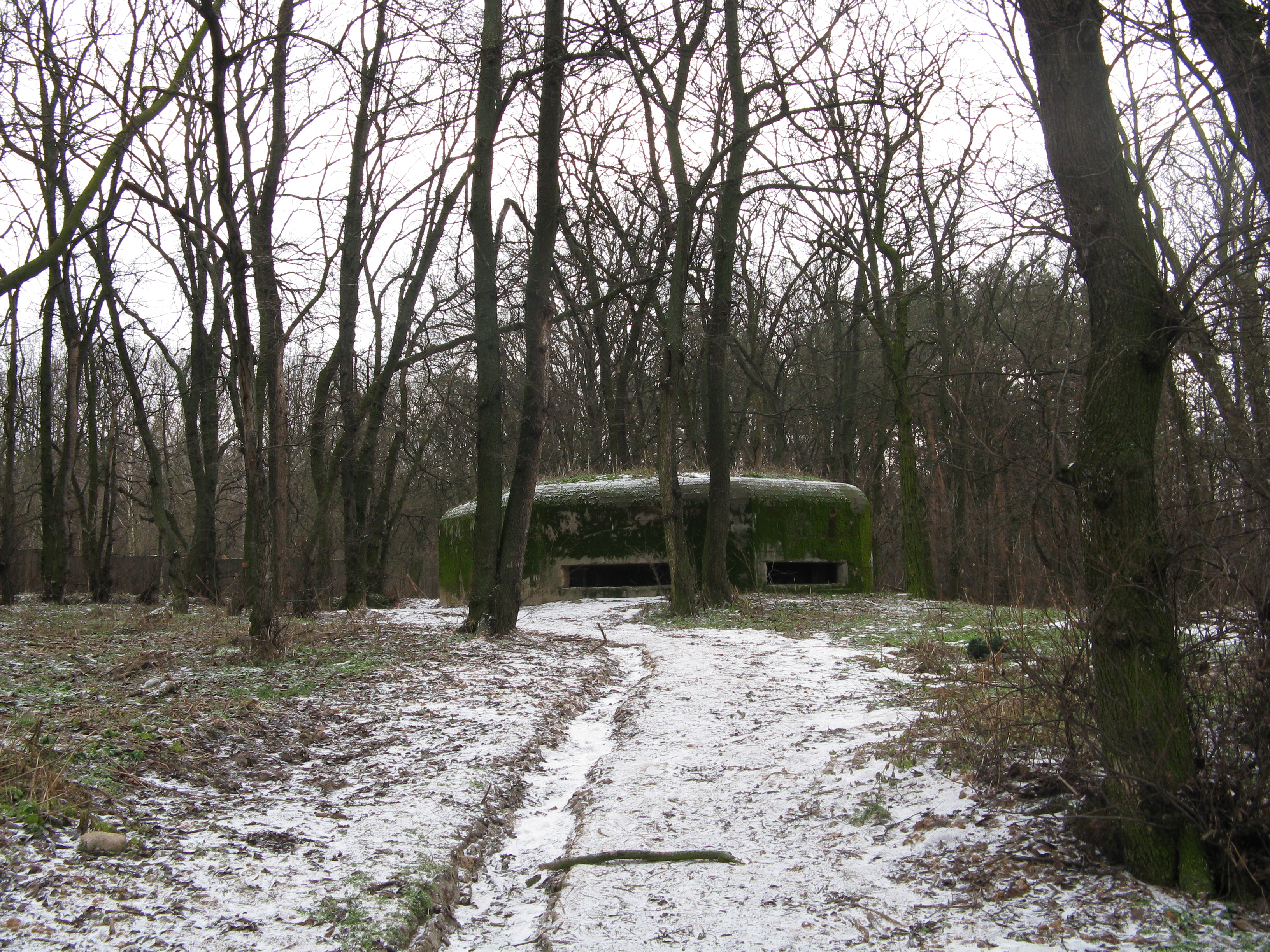
481
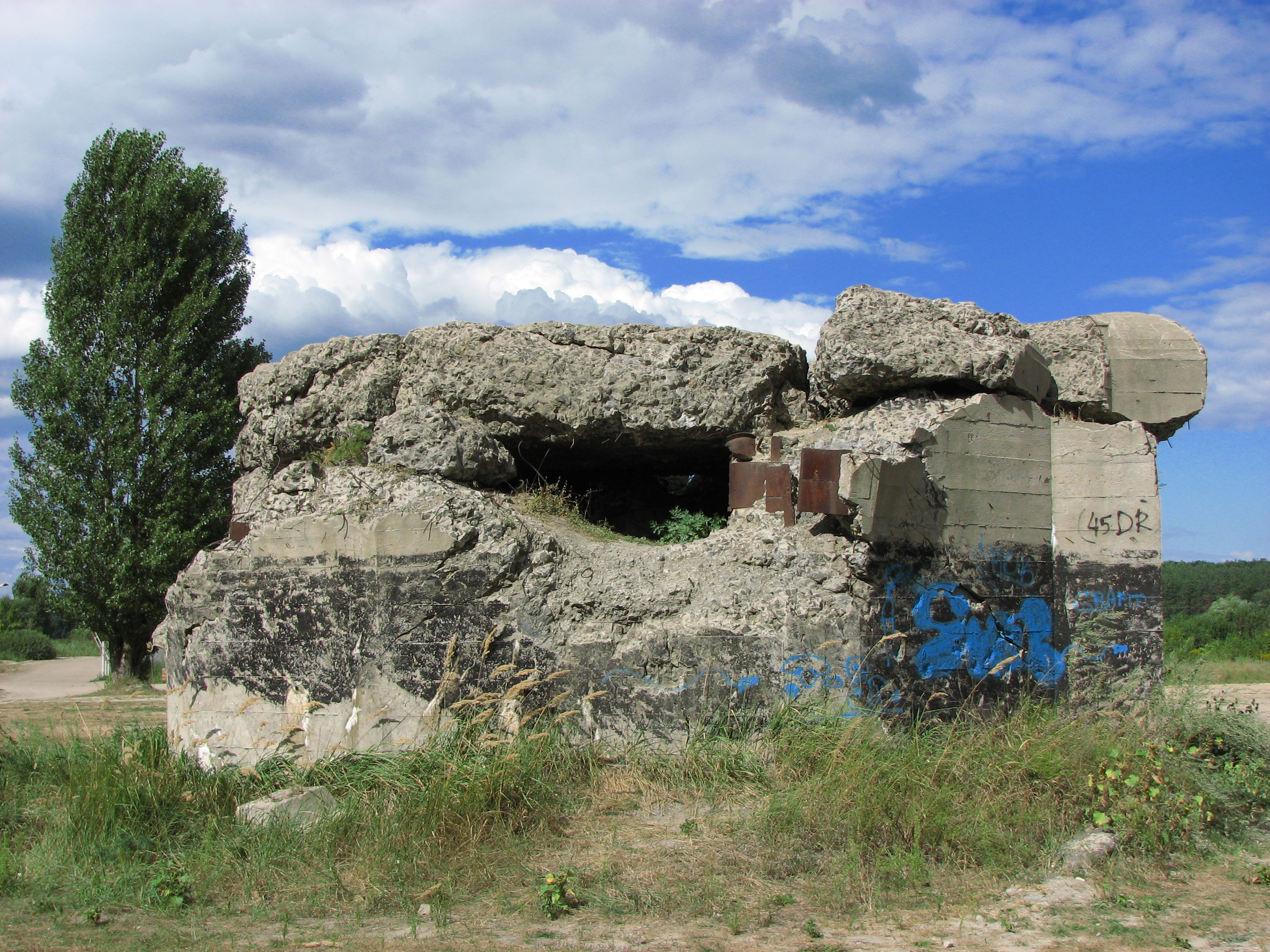
484
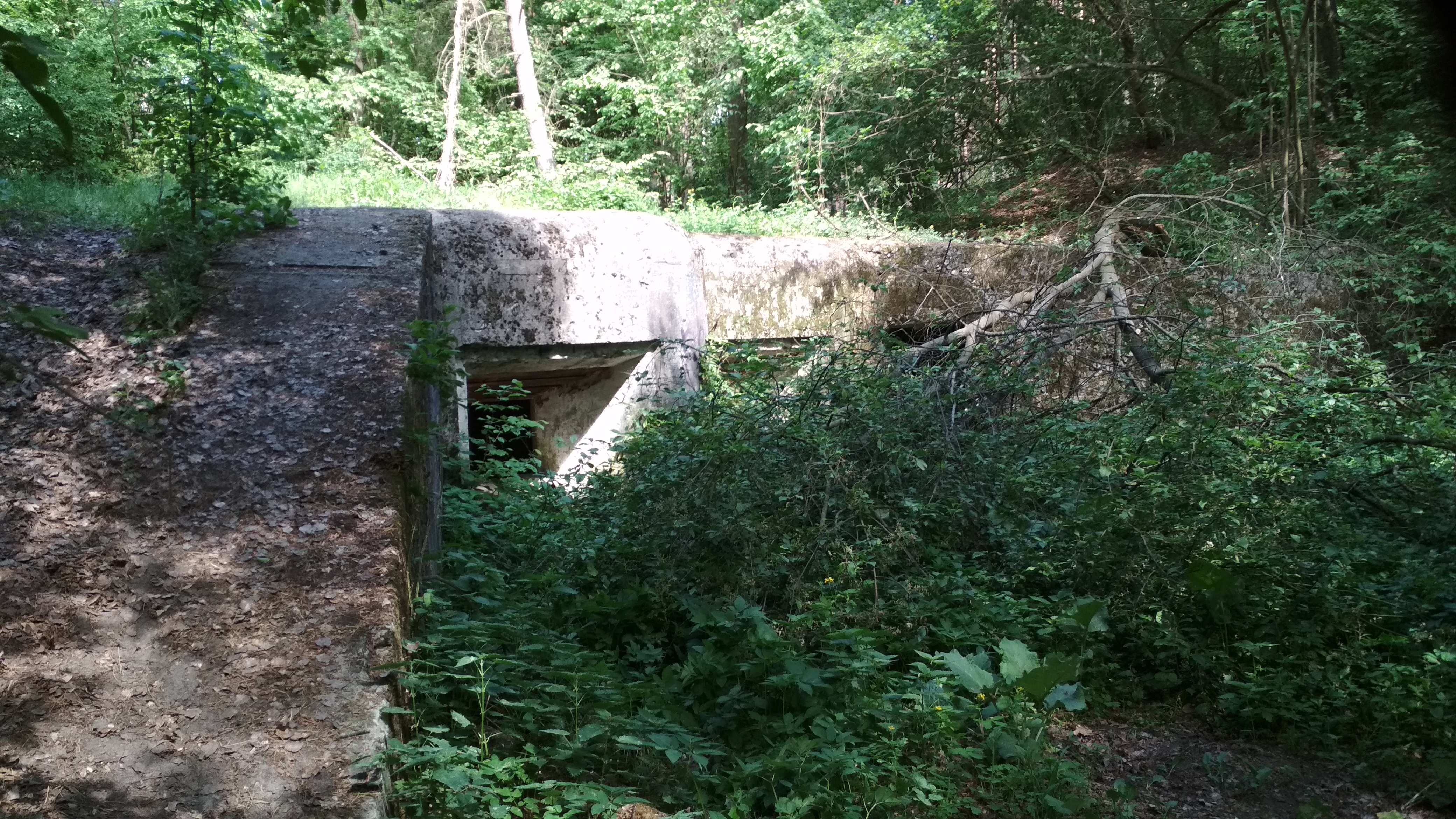
АПК 554 (артиллерийский полукапонир)
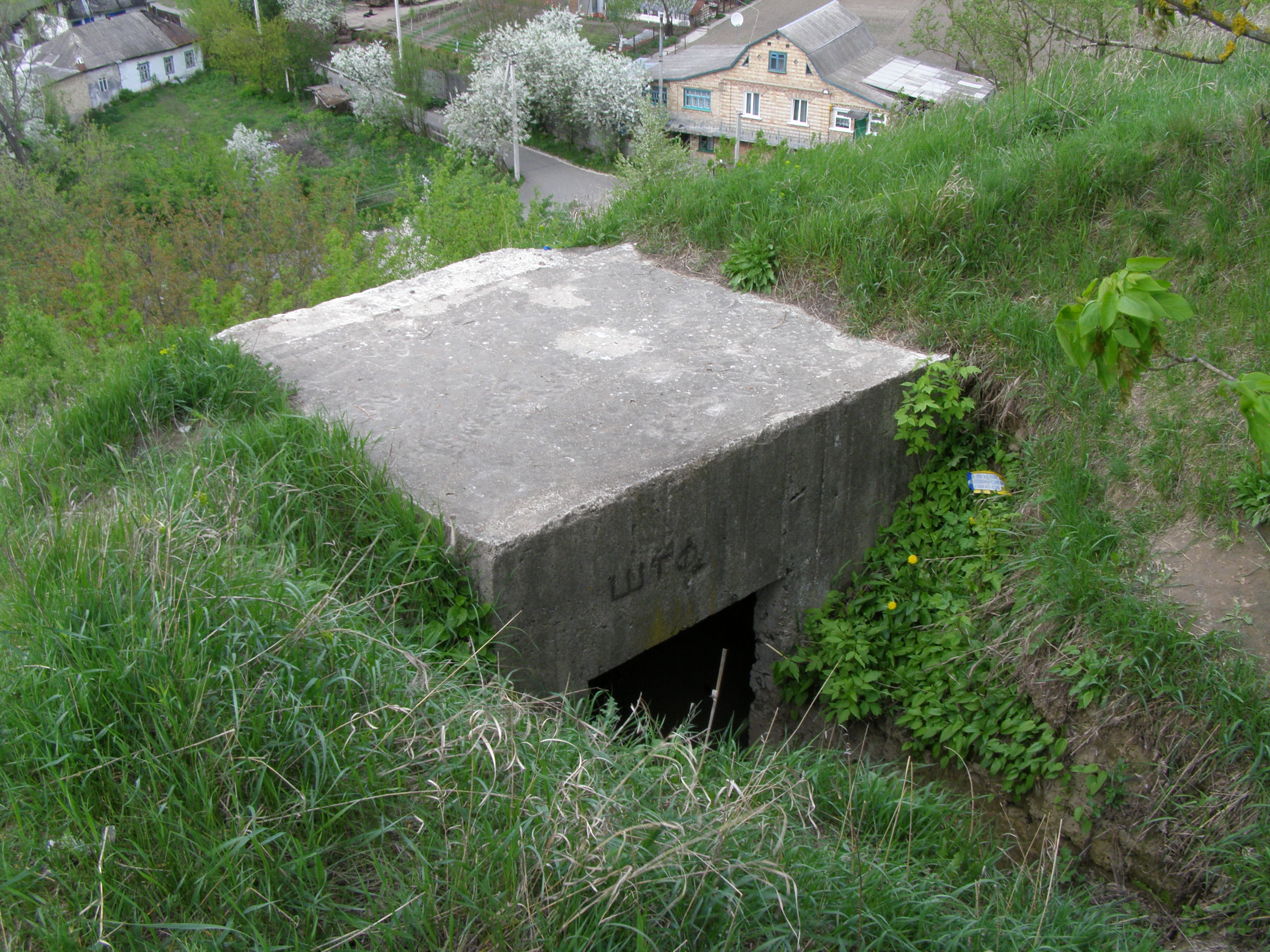
Пулемётные гнёзда Барбет

## Люди связанные с укреплённым районом
- Шишов, Фёдор Фёдорович (1901—1944) — советский военачальник, полковник. С декабря 1937 года по март 1939 года служил начальником Первого отделения штаба УРа.